# متحف ميرو
متحف ميرو هو متحف يقع في ميرو، كينيا. تركز معروضاته على التاريخ الثقافي وممارسات شعب ميرو.

## تاريخه
بنيَّ مبنى المتحف في عام 1916، وكان يستخدم كمكتب مفوض المنطقة، وهو أقدم مبنى حجري في ميرو. في عام 1973، أبرمت المتاحف الوطنية في كينيا اتفاقية لتجديد الهيكل وتحويله إلى متحف محلي. افتُتح المتحف لأول مرة في عام 1974، أكملت المتاحف الوطنية في كينيا جنبًا إلى جنب مع مجلس مقاطعة ميرو والمجلس البلدي تجديدات هيكل المتحف، وكان الهدف من إنشاء هذا المتحف هو توفير مساحة تتناول التاريخ المحلي لهذه المنطقة من كينيا. في نفس العام، تم تعيين جورج كيريجيا أمينًا للمتحف.

## مقتنياته
يحتوي المتحف على العديد من القطع الأثرية التاريخية لثقافة الميرو. يحتوي على معروضات عن الأدوات الحجرية التي يعود تاريخها إلى عصور ما قبل التاريخ والحيوانات المحنطة. تتكون صالة العرض الرئيسية للمتحف من ثلاثة أقسام مخصصة لتاريخ ثقافة الميرو التي تحتوي على أشياء إثنوغرافية والتطور البشري والتاريخ الطبيعي للمنطقة في كينيا حيث يقع المتحف.
يحتوي المتحف أيضًا على معروضات تركز على تطوير تقنيات مختلفة في الزراعة الكينية. في القسم الثقافي، يحتوي المتحف على العديد من المعروضات للملابس والأدوات والأسلحة التقليدية، بما في ذلك السهام والأقواس وأحجار الطحن والرماح. كما يحتوي على بركة أسماك ومعروضات عن الثدييات الصغيرة والطيور والزواحف من هذه المنطقة من كينيا.
يحتوي أيضًا على معروضات عن الديناصورات. بالإضافة إلى ذلك، يحتوي على تمثال ليفينج موغوي، أحد زعماء شعب الميرو، وحديقة تُزرع فيها النباتات الطبية الأصلية في كينيا وتُحفظ، ويوجد بها حوالي 23 نباتًا، بما في ذلك الصبار الثانوي، وكلاوسينا أنيساتا، وكوميفورا زيمرماني، وديوسكوريا مينوتيفلورا، وواربورجيا أوغاندينسيس.